# Thiruvananthapuram (distrikt)
Thiruvananthapuram är ett distrikt i Indien.   Det ligger i delstaten Kerala, i den södra delen av landet, 2 200 km söder om huvudstaden New Delhi. Antalet invånare är 3 301 427.
Följande samhällen finns i Thiruvananthapuram:
- Thiruvananthapuram
- Neyyāttinkara
- Nedumangād
- Varkala
- Paravūr
- Attingal
- Vellanād
- Kadakkavoor
- Perumkulam
- Vizhinjam
- Thiruvallam